# Pseudodolbina aequalis
 Pseudodolbina aequalis là một loài bướm đêm thuộc họ Sphingidae. Loài này có ở Ấn Độ.
Thân và phía trên cánh trước màu ô liu hơi xanh và bóng vàng riêng biệt.